# Mistrzostwa Azji Juniorów w Lekkoatletyce 2010
14. Mistrzostwa Azji Juniorów w Lekkoatletyce – zawody lekkoatletyczne dla sportowców do lat 19 (rocznik 1991 i młodsi), które odbyły się między 1 i 4 lipca 2010 w stolicy Wietnamu Hanoi. Organizatorem imprezy było Azjatyckie Stowarzyszenie Lekkoatletyczne. Wietnam pierwszy raz w historii gościł juniorski czempionat Azji. Najwięcej medali – 26 w tym 13 złotych – zdobyli reprezentanci Chin.
Potrójna złota medalistka mistrzostw (bieg na 100 m – 11,85 PB, bieg na 200 m – 23,41 NJR, sztafeta 4 x 100 m – 45,57) reprezentująca Kazachstan Julia Gawriłowa została zdyskwalifowana za doping, przez co straciła zdobyte przez siebie medale, jej koleżankom z reprezentacji odebrano złoty medal zdobyty w sztafecie (skład sztafety Kazachstanu: Aygerim Shynyzbekova, Olga Bludova, Viktoriya Zyabkina, Gawriłowa).

## Rezultaty
| PB – rekord życiowy \| SB – najlepszy wynik w sezonie 2010 \| NYR – rekord kraju juniorów młodszych \| NJR – rekord kraju juniorów \| NR – rekord kraju \| CR – rekord mistrzostw Azji juniorów \| w – wynik uzyskany przy zbyt silnym wietrze |

### Mężczyźni
| Konkurencja:                  | 1. miejsce                                                                                   | Rezultat       | 2. miejsce                                                         | Rezultat         | 3. miejsce                                                                        | Rezultat    |
| Bieg na 100 m                 | Zheng Dongsheng                                                                              | 10.65          | Hassan Taftian                                                     | 10.81            | Kazuki Baba                                                                       | 10.86 PB    |
| Bieg na 200 m                 | Supachai Chimdee                                                                             | 20.80 SB       | Zheng Dongsheng                                                    | 21.03 PB         | Taishi Nakayama                                                                   | 21.05 PB    |
| Bieg na 400 m                 | Sajjad Hashemi                                                                               | 47.18          | Lin Yang                                                           | 47.26            | Chen Chieh                                                                        | 47.85       |
| Bieg na 800 m                 | Mohamed Al-Garni                                                                             | 1:48.13        | Hamza Driouch                                                      | 1:48.79          | Abdulaziz O. Mohamed                                                              | 1:48.97 PB  |
| Bieg na 1500 m                | Mohamed Al-Garni                                                                             | 3:55.94        | Ryota Matono                                                       | 3:58.28 PB       | Ghasem Farisat                                                                    | 3:59.27 PB  |
| Bieg na 5000 m                | Edwin Kimurer                                                                                | 15:08.14 PB    | Ikuto Yufu                                                         | 15:08.93         | Ikki Takeuchi                                                                     | 15:21.45    |
| Bieg na 10 000 m              | Suresh Kumar                                                                                 | 31:53.68 PB    | Keita Shitara                                                      | 32:47.16         | Shingo Hayashi                                                                    | 35:58.95    |
| Bieg na 3000 m z przeszkodami | Hiroaki Koike                                                                                | 9:10.66        | Isaac Chelimo                                                      | 9:30.80 PB       | Chou Ting-yin                                                                     | 9:36.63     |
| Bieg na 110 m przez płotki    | Li Yen-lin                                                                                   | 13.90 PB       | Siddanth Thingalaya                                                | 13.96 PB         | Zhang Chi                                                                         | 14.15 PB    |
| Bieg na 400 m przez płotki    | Seiya Kato                                                                                   | 50.83 PB       | Chen Chieh                                                         | 51.13 SB         | Yuichi Nagano                                                                     | 51.21 PB    |
| Chód na 10 000 m              | Wang Zhendong                                                                                | 44:35.95 PB    | Manabu Aoki                                                        | 45:01.73         | Patel Mani Ram                                                                    | 45:06.51 PB |
| Sztafeta 4 x 100 m            | Tajlandia · Narakorn Chaiprasert · Tossaporn Boonhan · Weerawat Pharueang · Supachai Chimdee | 39.82          | Hongkong · Kwan Tsz Him · Ng Ka Fung · Ho Man Lok · Ho Ping Kwan   | 40.51 NJR        | Japonia · Kazuki Baba · Taishi Nakayama · Naohiro Yokoyama · Farouq Ishimoto      | 40,64       |
| Sztafeta 4 x 400 m            | Tajlandia · Nitat Kaewkhong · Nitipol Thongpoon · Arnon Jaiaree · Supachai Chimdee           | 3:11.39        | Japonia · Yuichi Nagano · Suguru Ito · Seiya Kato · Kengo Yamazaki | 3:12.14          | Iran · Ali Reza Mardanizadeh · Ali Reza Mehrsafooti · Ali Shafaf · Sajjad Hashemi | 3:16.90     |
| Skok w dal                    | Lin Ching-hsuan                                                                              | 7.94w          | Supanara Sukhasvasti na Ayudhaya                                   | 7.84w            | Ankit Sharma                                                                      | 7.77w       |
| Trójskok                      | Shuo Cao                                                                                     | 16.84w         | Arpinder Singh                                                     | 16.13            | Vahid Sedigh                                                                      | 15.78       |
| Skok wzwyż                    | Mutaz Essa Barshim                                                                           | 2.31 NR NJR PB | Zhang Guowei                                                       | 2.23 PB          | Hsiang Chun-hsien                                                                 | 2.19 NJR PB |
| Skok o tyczce                 | Nikita Filippow                                                                              | 5.05           | Sergiej Grigorjew                                                  | 4.95             | Shun Sakurai                                                                      | 4.65        |
| Pchnięcie kulą                | Ali Reza Mehrsafooti                                                                         | 19.07          | Zuo Shihao                                                         | 18.56            | Mousab Aicha Esheb                                                                | 17.48       |
| Rzut dyskiem                  | Hamid Mansoor                                                                                | 56.25          | Prabhjot Singh                                                     | 54.13            | Kirpal Singh Batth                                                                | 53.23       |
| Rzut młotem                   | Harinder Singh                                                                               | 71.53 CR       | Pezhman Ghalennoei                                                 | 64.11            | Mojammed Abdulhamed                                                               | 62.49       |
| Rzut oszczepem                | Sun Jianjun                                                                                  | 73.38 PB       | Cheng Chao-tsun                                                    | 73.26 NJR NYR PB | Huang Shih-feng                                                                   | 72.43       |
| Dziesięciobój                 | Mohammed R.A. Al-Mannai                                                                      | 7078 pkt.      | Abdulrahman Mahmoud                                                | 6850 pkt         | Sergiej Timshin                                                                   | 6677 pkt.   |

### Kobiety
| Konkurencja:                  | 1. miejsce                                                                        | Rezultat    | 2. miejsce                                                                       | Rezultat     | 3. miejsce                                                                      | Rezultat     |
| Bieg na 100 m                 | Jiang Shan                                                                        | 11.96 PB    | Setya Utami Tri                                                                  | 12.10 SB     | Olga Bludova                                                                    | 12.17        |
| Bieg na 200 m                 | Jiang Shan                                                                        | 24.04 PB    | Chinta Shanthi                                                                   | 24.46 PB     | Viktoriya Zyabkina                                                              | 24.55 SB     |
| Bieg na 400 m                 | Kolestan Mahmoud                                                                  | 54.17 SB    | Chen Lin                                                                         | 54.81        | Zhao Yanmin                                                                     | 55.03        |
| Bieg na 800 m                 | Kolestan Mahmoud                                                                  | 2:14.4 PB   | Zhang Xiaojun                                                                    | 2:16.0       | Đỗ Thị Thảo                                                                     | 2:16.7 PB    |
| Bieg na 1500 m                | Genzebe Shami                                                                     | 4:30.76     | Zhang Xiaojun                                                                    | 4:31.79      | Chikako Mori                                                                    | 4:35.26      |
| Bieg na 3000 m                | Mahiro Akamatsu                                                                   | 9:36.47 SB  | Genzebe Shami                                                                    | 9:37.57 PB   | Sun Lamei                                                                       | 9:39.89      |
| Bieg na 5000 m                | Tejitu Daba                                                                       | 16:21.30 SB | Katsuki Suga                                                                     | 16:31.22     | Jang Eun-young                                                                  | 16:37.10 SB  |
| Bieg na 3000 m z przeszkodami | Zarina Mentajewa                                                                  | 11:21.68 PB | Aranga Weerasing Pathiranage                                                     | 11:38.02     | Nguyễn Thị Thu Hương                                                            | 12:01.11     |
| Bieg na 100 m przez płotki    | Wu Shuijiao                                                                       | 13.77       | Huang Wen-lin                                                                    | 14.18        | Hemasree Jayapal                                                                | 14.56 SB     |
| Bieg na 400 m przez płotki    | Haruka Shibata                                                                    | 60.20       | Swietłana Zagorodnewa                                                            | 61.04        | T Piriyah                                                                       | 61.69 NJR PB |
| Chód na 10 000 m              | Tong Lingling                                                                     | 49:11.93 PB | Hiroi Maeda                                                                      | 49:25.87     | Ayman Kozhakhmetova                                                             | 50:17.04 SB  |
| Sztafeta 4 x 100 m            | Indie · Nirupama Sunderraj · Nanda Sarvani · Chinta Shanthi · Govind Raj Gayathri | 45.82       | Chiny · Chen Lin · Jiang Shan · Wu Shuijiao · Lu Minjia                          | 45.87        | Chińskie Tajpej · Liao Ching-hsien · Syu Siang-ru · Huang Wen-lin · Tsai Pei-ju | 45.90        |
| Sztafeta 4 x 400 m            | Tajlandia · Kunjana Boonrung · Pornpan Hoemhuk · Sunia Pedbanna · Karat Srimueng  | 3:53.77     | Wietnam · Nguyễn Thị Như Hài · Nguyễn Thị Nga · Nguyễn Thị Vân · Nguyễn Thị Thuy | 3:58.39      | Hongkong · Hui Man Ling · Leung Hau Sze · Lo Wing Hei · Fong Yee Pui            | 4:13.78      |
| Skok w dal                    | Lu Minjia                                                                         | 6.47 SB     | Renubala Mahanta                                                                 | 6.11w        | Shardha Ghule                                                                   | 6.05w        |
| Trójskok                      | Sun Yan                                                                           | 13.75 PB    | Govind Raj Gayathri                                                              | 13.58 NJR PB | Wei Mingchen                                                                    | 13.15        |
| Skok wzwyż                    | Chia Wu-meng                                                                      | 1.78        | Trần Huệ Hoa                                                                     | 1.76         | Yee Fung Wai                                                                    | 1.68         |
| Skok o tyczce                 | Xu Huiqin                                                                         | 3.90        | Yuko Enomoto                                                                     | 3.65         | Ho Chieh-ying                                                                   | 3.40 PB      |
| Pchnięcie kula                | Gu Siyu                                                                           | 15.47       | Lee Sung-hye                                                                     | 14.49 PB     | Taryarea Tikaveva                                                               | 13.61 PB     |
| Rzut dyskiem                  | Gu Siyu                                                                           | 52.52       | Subenrat Insaeng                                                                 | 46.54        | Jeon Hye-ji                                                                     | 44.32 PB     |
| Rzut młotem                   | Galina Mitjajewa                                                                  | 56.05       | Miya Itoman                                                                      | 46.77 SB     |                                                                                 |              |
| Rzut oszczepem                | Anastasiya Svechnikova                                                            | 54.32 SB    | Sui Liping                                                                       | 52.64        | Yuka Satō                                                                       | 48.46        |
| Siedmiobój                    | Ling Chu-chia                                                                     | 4848 pkt.   | Sunisa Khotseemueang                                                             | 4551 pkt.    | Bùi Thị Thu Thảo                                                                | 4170 pkt.    |

## Klasyfikacja medalowa
| Miejsce | Kraj             | Złoto | Srebro | Brąz | Razem |
| 1.      | Chiny            | 13    | 9      | 4    | 26    |
| 2.      | Japonia          | 4     | 9      | 9    | 22    |
| 3.      | Chińskie Tajpej  | 4     | 3      | 6    | 13    |
| 4.      | Tajlandia        | 4     | 3      | 0    | 7     |
| 5.      | Katar            | 4     | 1      | 0    | 5     |
| 6.      | Indie            | 3     | 6      | 5    | 14    |
| 7.      | Bahrajn          | 3     | 2      | 0    | 5     |
| 8.      | Iran             | 2     | 2      | 3    | 7     |
| 8.      | Kazachstan       | 2     | 2      | 3    | 7     |
| 10.     | Irak             | 2     | 0      | 0    | 2     |
| 11.     | Uzbekistan       | 1     | 0      | 2    | 3     |
| 12.     | Syria            | 1     | 0      | 1    | 2     |
| 13.     | Tadżykistan      | 1     | 0      | 0    | 1     |
| 14.     | Wietnam          | 0     | 2      | 3    | 5     |
| 15.     | Korea Południowa | 0     | 1      | 2    | 3     |
| 15.     | Hongkong         | 0     | 1      | 2    | 3     |
| 17.     | Arabia Saudyjska | 0     | 1      | 1    | 2     |
| 18.     | Sri Lanka        | 0     | 1      | 0    | 1     |
| 18.     | Indonezja        | 0     | 1      | 0    | 1     |
| 20.     | Kuwejt           | 0     | 0      | 1    | 1     |
| 20.     | Singapur         | 0     | 0      | 1    | 1     |